# Myzomela lafargei
Myzomela lafargei е вид птица от семейство Meliphagidae.

## Разпространение
Видът е разпространен в Папуа Нова Гвинея и Соломоновите острови.